# Blanche a Franței, Ducesă de Orléans

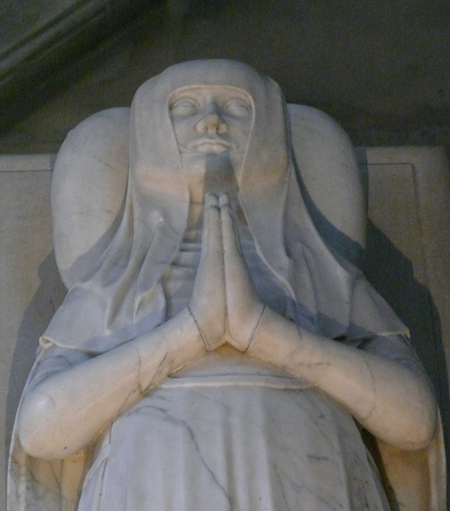
Mormântul Blanchei la Notre-Dame

Blanche a Franței (1 aprilie 1328 – 8 februarie 1382) a fost fiica regelui Carol al IV-lea al Franței și a celei de-a treia soții, Jeanne d'Évreux.

## Succesiune
Ca și frații săi mai mari, Carol al IV-lea a murit fără un moștenitor masculin, acest lucru ducând la stingerea linie directe a dinastiei capețiene. Cu doisprezece ani mai devreme, o regulă împotriva succesiunii de către o femeie, derivată din Legea Salică a fost recunoscută ca un control la succesiunea tronului Franței. Aplicarea acestei reguli interzicea fiicei de un an al lui Carol, Marie, să succeadă la tron, însă Jeanne era însărcinată în momentul morții lui Carol.
Dacă ea ar fi dat naștere unui fiu, urma să se constituie o regență sub conducerea moștenitorului Filip de Valois, fiul lui Charles de Valois, și a altor membri ai Casei de Valois. După două luni, Jeanne a născut o altă fiică, Blanche, și deci Filip a devenit rege și în mai a fost încoronat ca Filip al VI-lea.

## Căsătorie
Blanche s-a căsătorit la 8 ianuarie 1345 cu vărul ei Filip, Duce de Orléans (1336–1375), fiu al regelui Filip al VI-lea al Franței și al reginei Ioana de Burgundia. Cuplul nu a avut copii însă Filip a avut copii nelegitimi. 